# Pedagogia istituzionale
Si intende per pedagogia istituzionale un orientamento pedagogico non accademico (alcuni lo chiamano militante), che si prefigge di modificare, in termini migliorativi, la concreta organizzazione della didattica, sviluppatosi in Francia nei decenni 1960 e 1970, nell'alveo della prassi delle classi attive e della cooperazione educativa ispirata a Célestin Freinet.
La pedagogia istituzionale si è subito caratterizzata, nel panorama pedagogico contemporaneo, in quanto:
- considera i bambini (i soggetti in formazione) non come singole monadi, ma come esseri psicosociali, con propri bisogni e desideri, che si definiscono nell'ambito del contesto di relazioni di un gruppo classe;
- l'attività educativa deve essere pensata in maniera tale da mettere i soggetti in formazione in grado di controllare se stessi nelle relazioni sociali e di collaborare con i compagni, nell'ambito del gruppo classe;
- l'attività educativa, così intesa, è favorita dall'introduzione di mediatori fra educatori e bambini e fra bambini e bambini (strumenti organizzatori del contesto educativo).

## Lapedagogia istituzionalein Francia
Il termine pedagogia istituzionale è stato utilizzato, per la prima volta, in Francia, da Jean Oury, nel 1958, nell'ambito di un convegno del movimento Freinet con l'intento di evidenziare la dimensione complessa della pedagogia che non riguarda solo i singoli rapporti educativi, ma la struttura stessa dell'organizzazione educativa, la sua chiarezza e congruenza in relazione ai singoli, le dinamiche dei gruppi in un contesto.
In Francia, la pedagogia istituzionale è stata sviluppata, in direzione dell'intervento educativo e didattico, soprattutto da Aïda Vasquez e da Fernand Oury.
Una diversa posizione, nell'ambito della pedagogia istituzionale francese, è rappresentata da Georges Lapassade, che ha utilizzato il termine autogestione pedagogica, volendo accentuare gli aspetti di azione contro i condizionamenti istituzionali della scuola, sia sul piano della prassi didattica, sia sul piano, più in generale, dei rapporti sociali.
Insieme con René Lourau, Georges Lapassade può essere considerato il padre dell'analisi istituzionale.

## Lapedagogia istituzionalein Italia
In Italia, è stato Andrea Canevaro che ha ripreso e sviluppato, in maniera originale, i temi della pedagogia istituzionale.
La versione italiana della pedagogia istituzionale tende a presentarla come una pedagogia della complessità: il rapporto educativo è sempre un rapporto che si muove nell'ambito di un contesto educativo che ha risvolti sia relazionali che organizzativo-istituzionali; diviene, allora, determinante, per gli studiosi che si riconoscono nella prospettiva della pedagogia istituzionale, pensare l'organizzazione del contesto educativo in modo tale da favorire l'autonomia dei singoli.
La pedagogia istituzionale italiana ha sviluppato diversi filoni di ricerca in una prospettiva di ricerca - azione.
Gli ambiti di ricerca si sono, finora, concentrati in tre direzioni principali:
- la direzione dell'integrazione scolastica, sviluppata negli anni 1970 e 1980 attraverso l'attività di Andrea Canevaro e del gruppo di Pedagogia speciale dell'Ateneo di Bologna;
- le ricerche sull'organizzazione dello sfondo educativo, con lo studio degli strumenti organizzatori del contesto educativo e con il concetto di sfondo integratore, sviluppato soprattutto da Paolo Zanelli[2]
- le ricerche sull'autovalutazione nei servizi educativi per l'infanzia, sviluppate, a partire dalla seconda metà degli anni 1990, da Paolo Zanelli e dal gruppo di pedagogisti del Coordinamento pedagogico provinciale della Provincia di Forlì-Cesena.

## Imediatorie leistituzionidel gruppo classe
L'organizzazione del contesto educativo è  una delle principali preoccupazioni della pedagogia istituzionale, che, riprendendo e sviluppando il ruolo assegnato dalla pedagogia freinetiana alle tecniche in una scuola del "fare", introduce una serie di mediatori fra educatori e bambini e fra bambini e bambini, nell'ambito del gruppo classe. 
Aïda Vasquez e Fernand Oury (due dei principali rappresentanti della pedagogia istituzionale francese), in particolare, si prefiggono, in maniera intenzionale, l'obiettivo di sostituire l'intervento diretto del maestro con un sistema di attività, di mediazioni diverse, d'istituzioni che assicuri, in maniera continua, l'obbligo e la reciprocità degli scambi nel e fuori dal gruppo classe.
Le tecniche (come, ad esempio quella della "stampa")  e le istituzioni (nelle classi cooperative, il "consiglio" costituiva la principale istituzione), nella pedagogia istituzionale, hanno il compito di sviluppare e, nello stesso tempo, di mediare le relazioni.
In sintonia con queste premesse e con questi riferimenti, gli studiosi italiani che si rifanno alla pedagogia istituzionale parlano di sfondo istituzionale,  intendendo, con questo termine, l'insieme degli elementi organizzatori (fra i quali le istituzioni assumono un ruolo centrale) che permettono di regolare, in maniera intenzionale, la vita del gruppo classe.
Inteso così, lo sfondo istituzionale si presenta come un'organizzazione intenzionale degli elementi del contesto educativo, pensata allo scopo di sostenere i processi di autonomia dei bambini, nell'ambito del gruppo classe.

## La progettazione educativa e il contesto: lo "sfondo integratore"
Uno dei costrutti più noti elaborati nell'ambito della pedagogia istituzionale italiana è quello di "sfondo integratore".
Con "sfondo integratore" si intende sia una metodologia di progettazione educativa, sia uno strumento didattico, utilizzato nell'ambito dell'integrazione scolastica di alunni con disabilità.
La prima elaborazione del costrutto è contenuta nel testo, pubblicato nel 1986,  Uno 'sfondo' per integrare di Paolo Zanelli.
Uno 'sfondo' per integrare è il risultato di ricerche (condotte nell'ambito del gruppo di lavoro di Pedagogia Speciale dell'Università di Bologna) che avevano per argomento il rapporto fra strategie individuali di apprendimento e organizzazione del contesto educativo.
L'apprendimento  è inteso come attività costruttiva del soggetto collegata ad un contesto. L'organizzazione del contesto educativo può favorire od ostacolare, fino ad inibire, tale capacità. 
Di qui l'importanza, soprattutto in presenza di situazioni di disabilità, che gli educatori progettino l'organizzazione dello sfondo educativo, con un lavoro di “regia” mirato a sostenere i processi di autonomia e di autoorganizzazione cognitiva dei bambini. Questa progettazione può essere facilitata dall'utilizzo di una serie di strumenti organizzatori del contesto educativo, fra i quali rientra lo "sfondo integratore".
Dopo il testo di Zanelli del 1986, il costrutto sfondo integratore è stato sviluppato in due diverse direzioni.
1. Da una parte, come strumento per sostenere l'autonomia del bambino con disabilità e la sua integrazione nel contesto della sezione. Così inteso, si presenta, in genere, come un oggetto organizzatore delle attività del gruppo sezione (può consistere, ad esempio, in una macchina, costruita utilizzando una carrozzina adattata e materiale di recupero, che consenta al bambino di muoversi autonomamente negli spazi della scuola e divenga, per l'intero gruppo dei bambini, un elemento organizzatore delle attività).
2. Dall'altra, è stato utilizzato come struttura di connessione narrativa. Nella pratica educativa, lo sfondo integratore, così inteso, è spesso coinciso con la creazione di narrazioni, elaborate insieme al gruppo dei bambini, allo scopo di favorire una percezione condivisa della situazione e di facilitare, attraverso l'elaborazione di significati condivisi, i processi comunicativi fra il gruppo di bambini e fra questi e gli adulti educatori.

Una sintesi degli sviluppi della riflessione sullo sfondo integratore, fino agli inizi degli anni 1990, si può trovare nel testo collettivo Potenziali individuali di apprendimento.
Secondo gli autori, si possono individuare, retrospettivamente, tre diverse forme fenomenologiche che ha assunto, a partire dalla seconda metà degli anni 1980, il concetto di sfondo integratore.
1. Sfondo integratore come sfondo istituzionale. Consiste nell'organizzazione degli elementi dell'ambiente (soprattutto spazi, materiali, tempi) e nell'utilizzo di elementi mediatori o organizzatori delle attività (in linea con la pedagogia istituzionale).[5]
2. Sfondo integratore come struttura di connessione narrativa. Consiste nell'utilizzo della dimensione narrativa per costruire situazioni di condivisione di significati fra bambini e fra gruppo di bambini ed insegnanti.[6]
3. Sfondo integratore come sfondo metaforico. Si tratta di uno specifico strumento didattico (influenzato, in parte, dalla pratica e dalla prospettiva terapeutica di Milton Erickson), pensato per supportare l'integrazione di bambini con problematiche comunicative e con forme di psicosi lievi. Consiste, praticamente, nel proiettare la situazione problematica su di uno sfondo metaforico che, da una parte, ripropone gli elementi del problema, ma, dall'altra, introduce nuovi elementi che consentono al bambino (e al gruppo classe) di ristrutturare la situazione problematica e di farla evolvere.[7]